# 金琴一
金琴一（Kim Kum-il、1987年10月10日 - ）は、北朝鮮の元サッカー選手。元北朝鮮代表。ポジションはフォワード。

## 来歴
2005年に東アジアサッカー選手権で北朝鮮代表デビュー。その後、代表での出場は無かったが、東アジアサッカー選手権2008で代表復帰。44年ぶりの出場となった2010 FIFAワールドカップにも出場した。北朝鮮代表として通算16試合に出場した。

## 代表歴

### 出場大会
- 北朝鮮代表
  - 2010 FIFAワールドカップ

### 試合数
- 国際Aマッチ 16試合 0得点（2005年-2010年）[1]

| 北朝鮮代表 | 国際Aマッチ | 国際Aマッチ |
| 年         | 出場        | 得点        |
| ---------- | ----------- | ----------- |
| 2005       | 1           | 0           |
| 2006       | 0           | 0           |
| 2007       | 0           | 0           |
| 2008       | 7           | 0           |
| 2009       | 2           | 0           |
| 2010       | 6           | 0           |
| 通算       | 16          | 0           |